# Rebecca Enonchong
Rebecca Enonchong, née le 11 juillet 1967 au Cameroun est une entrepreneuse camerounaise, fondatrice et directrice de AppsTech. Elle est surtout connue pour son travail de promotion de la technologie en Afrique.
Enonchong a été la lauréate de divers prix auprès d'organisations telles que le Forum économique Mondial. Forbes la classait parmi les 10 Femmes Tech Fondateurs à observer en Afrique durant l'année 2014.

## Biographie

### Début et éducation
Enonchong est née au Cameroun en 1967. Son père était le Dr Henry Ndifor Abi Enonchong, qui était un célèbre avocat au Cameroun. Alors que Enonchong a grandi au Cameroun, son père a aidé à créer le Federal Cameroon Bar Association et son successeur, le Barreau du Cameroun.
Durant son adolescence, Enonchong déménage aux États-Unis avec sa famille. Pendant ses études, à partir de l'âge de 15 ans, elle vend en porte-à-porte des abonnements aux journaux. Elle devint manager dans la même entreprise à l'âge de 17 ans.
Enonchong fréquente l'Université Catholique d'Amérique, où elle obtient un Bachelor of Science et aussi une Master of Science en économie.

### Carrière
| Vidéos externes |                                                                                             |
|                 | Rebecca Enonchong : "L’Afrique est en tête sur le paiement mobile" \| 15 mai 2019 France 24 |
|                 | Using your tool kit to push ahead \| Rebecca Enonchong \| TEDxEuston 3 mars 2020 TEDx Talks |

Après avoir terminé ses études, Enonchong a continué à travailler pour un certain nombre d'organisations, dont la Banque Inter Américaine de Développement (Bid) et Oracle Corporation.
En 1999, elle a fondé la société AppsTech,, à Bethesda au Maryland. L'activité d'Appstech consiste à fournir des solutions globales pour les applications d'entreprise. L'entreprise est partenaire Platinum d'Oracle et a des clients dans plus de 40 pays.
AppsTech a également ouvert des bureaux dans plusieurs pays, y compris en Afrique, au Ghana en 2001 puis au Cameroun en 2002. Enonchong décrit cette expérience camerounaise comme ayant été très difficile, et ayant conduit à la fermeture de certaines des filiales de la société.
En 2002, Le Forum Économique Mondial de Davos, en Suisse nomme Enonchong « Global Leader for Tomorrow (GLT) », aux côtés d'autres entrepreneurs des technologies numériques, tels que Larry Page, cofondateur de Google et Marc Benioff, directeur général de Salesforce.com.
En 2013, elle fait partie des finalistes pour le « African digital woman award ». En mars 2014, Forbes la classe parmi les 10 « Femmes Tech Fondateurs à suivre en Afrique ».
Enonchong a également acquis une certaine notoriété comme l'une des sources les plus suivies pour les nouvelles technologies sur l'Afrique sur Twitter, avec plus de 30 mille abonnés. Sa tag, @Africatechie, est devenu le surnom d'Enonchong dans les cercles des technologies de l'information.
Elle contribue à la promotion des start-up au Cameroun en créant ActivSpaces, un pépinière pour les nouvelles technologies basée dans la Silicon Mountain.
Enonchong a été élue en Avril 2017, Présidente du conseil d'administration d'Afrilabs, le plus grand réseau panafricain de centres d’innovation technologique. Elle a été réélue à ce poste en 2019.
Elle est primée lors de la Journée de la femme digitale le 17 avril 2019, du Margaret d’honneur, pour son soutien en tant que présidente d'Afrilabs, au développement des start-ups africaines; de même que la camerounaise Arielle Kitio, lauréate du prix de la Femme Digitale Africaine de l’année et de la slameuse française Diariata N’Diaye, Prix Coup de Cœur 2019.
En août 2021, Rebecca Enonchong, a été interpellée et placée en garde vue à Douala, pour le motif d'« outrage à magistrat ». Ses avocats dénoncent un « grave abus d'autorité » de la part du système judiciaire. Après trois jours de garde à vue,elle est finalement libérée le 13 août 2021 après une forte mobilisation sur les réseaux sociaux. Les raisons de son arrestation restant superflues, Madame Enonchong va révéler qu'elle a autre fois eu des malentendus avec le procureur général qui ordonna son arrestation.

## Travail à but non lucratif
Enonchong a passé une grande partie de sa carrière à la promotion de la technologie en Afrique. Elle a effectué les travaux aux États-Unis et en Afrique. Elle a été la fondatrice et Présidente de l'Africa Technology Forum, organisation à but non lucratif dédiée à l'aide à l'accès à la technologie et au développement des start-up en Afrique.
Enonchong est membre du conseil d'administration de la Fondation Salesforce.com. Elle est sur le bord de VC4Africa, qui est l'une des plus grandes communautés en ligne en Afrique, qui est dédié aux entrepreneurs et aux investisseurs. Elle est membre du UK Department for International Development’s Digital Advisory Panel, et a travaillé avec les nations Unies dans le cadre du Women Global Advisory Committee et du United Nations ICT Task Force. 

## Les reconnaissances
- Enterprise Africa – Afrique Entrepreneur Award (2001)[citation nécessaire]
- Forum Économique mondial – Leader Mondial de Demain (2002)
- Numérique des Femmes – Africaine de la Femme Digitale de l'Année Finaliste (2013)[14]
- WIE (les Femmes, l'Inspiration et le Réseau de l'Entreprise) - 2013 WIE Afrique de Puissance de la Femme[25]
- New African - 50 Femmes d'Affaires en 2013[26]
- Black Enterprise – 2014 Femmes de Pouvoir[27]
- C'Actualité Afrique – 10-Africains de faire des vagues dans la technologie (2014)[28]
- Forbes – 10 Femelle Tech Fondateurs De Regarder En Afrique (2014)[29]
- Magaret d'Honneur, Journée de la femme digitale (2019)[19]